# Pterophorinae
Sous-famille

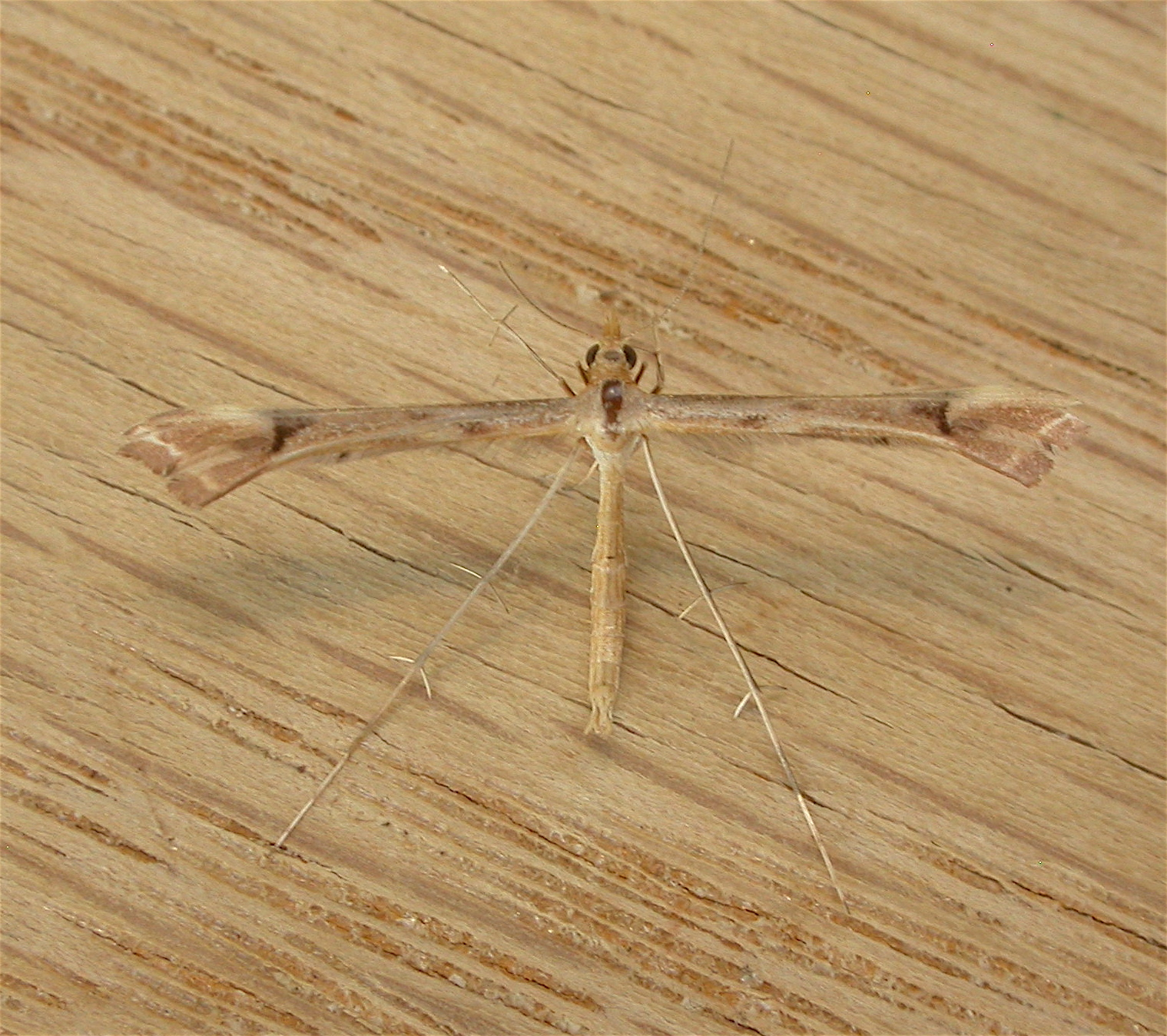
Sinpunctiptilia emissalis, espèce australienne.

Les Pterophorinae sont une sous-famille de lépidoptères (papillons) appartenant à la famille des Pterophoridae.

## Systématique
La sous-famille des Pterophorinae a été décrite par l'entomologiste allemand Philipp Christoph Zeller en 1841.

## Taxinomie
La sous-famille se divise en cinq tribus :
- Exelastini
- Oidaematophorini
- Oxyptilini
- Platyptiliini
- Pterophorini
- Tetraschalini

Liste des genres rencontrés en Europe
- Adaina
- Amblyptilia
- Buckleria
- Buzkoiana
- Calyciphora
- Capperia
- Cnaemidophorus, dont l'espèce Cnaemidophorus rhododactyla
- Crombrugghia
- Emmelina
- Geina
- Gillmeria
- Gypsochares
- Hellinsia
- Lantanophaga
- Marasmarcha
- Megalorhipida
- Merrifieldia
- Oidaematophorus
- Oxyptilus
- Paracapperia
- Paraplatyptilia
- Platyptilia
- Porrittia
- Procapperia
- Pselnophorus
- Pterophorus (genre type)
- Puerphorus
- Stangeia
- Stenoptilia
- Stenoptilodes
- Tabulaephorus
- Wheeleria